# Katze, Mann und Tod
Katze, Mann und Tod (zu türkisch Bir Kedi, Bir Adam, Bir Ölüm) ist ein kurzer türkischsprachiger Roman von Zülfü Livaneli. 
Das 2001 im Istanbuler Verlag Remzi Kitabevi erstveröffentlichte Werk des langjährigen Exilanten Livaneli über die Folgen von Folter und Exil erhielt noch im Jahr seines Erscheinens den Yunus-Nadi-Preis in der Sparte Roman. Katze, Mann und Tod wird zweistimmig erzählt: Dem allwissenden Erzähler gesellen sich Kapitel für Kapitel seitenlange Anmerkungen –  quasi handschriftliche Notizen von Samis, dem Protagonisten des Romans – hinzu.

## Bibliografie
- Zülfü Livaneli: Katze, Mann und Tod. Übersetzt von Wolfgang Riemann. Unionsverlag, Zürich 2005, ISBN 3-293-00345-1.